# Klugheit

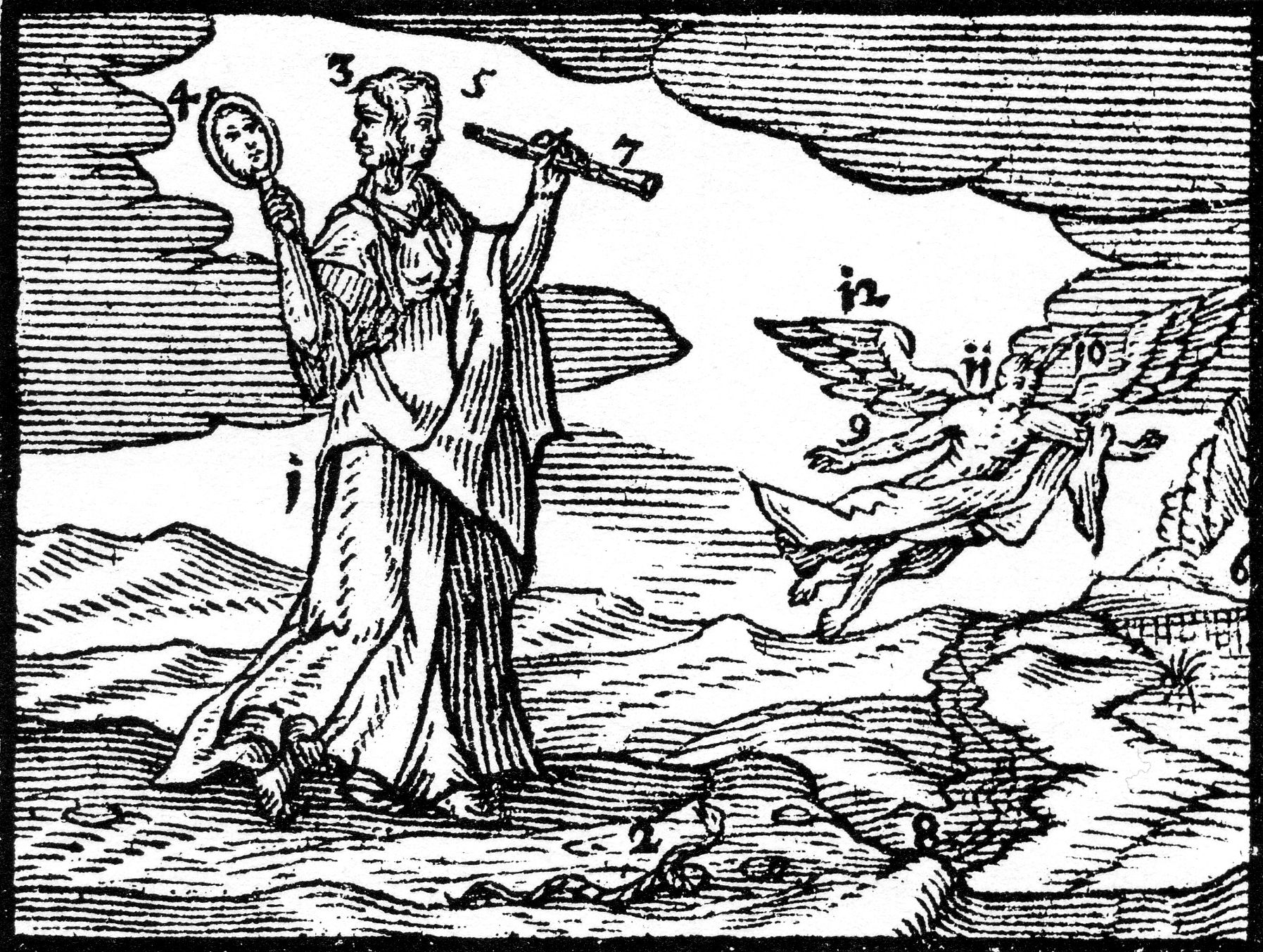
Buchillustration zur Klugheit in Orbis sensualium pictus von Johann Amos Comenius

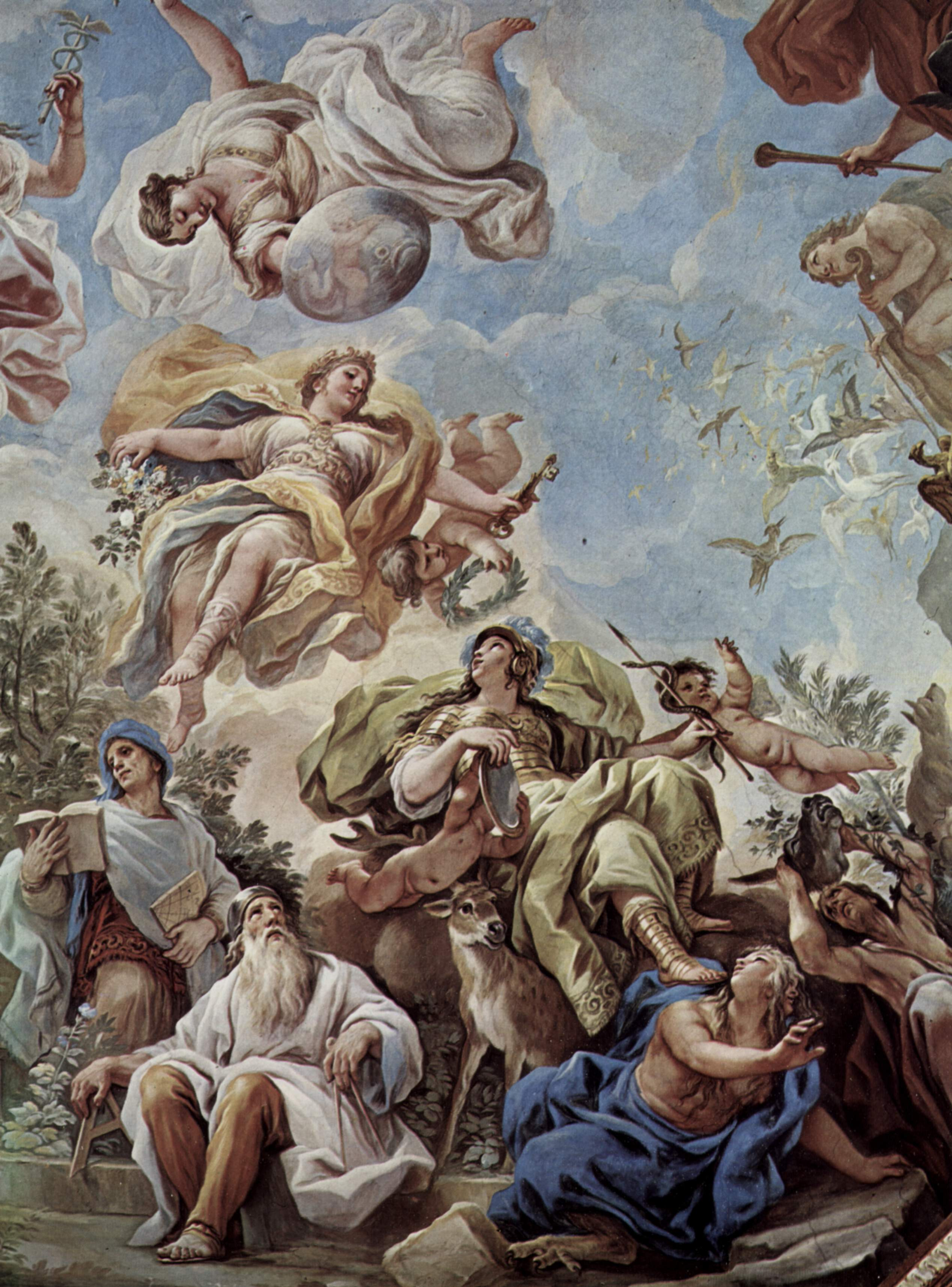
Deckenfresko: Galerie Riccardiana des Luca Giordano im Palazzo Medici-Riccardi in Florenz, Szene 3. virtù: La Prudenza

Klugheit (altgriechisch φρόνησις phrónesis, deutsch ‚Vernunft‘, lateinisch prudentia) ist die Fähigkeit zu angemessenem Handeln im konkreten Einzelfall unter Berücksichtigung aller für die Situation relevanten Faktoren, Handlungsziele und Einsichten, die der Handelnde kennen kann. Platon übernimmt die Idee der vier Kardinaltugenden von Aischylos und ersetzt dessen Frömmigkeit (εὐσέβεια eusébeia) durch eine kluge Weisheit, die nach jeweiliger Interpretation auch als weise Klugheit verstanden werden kann. Marcus Tullius Cicero zählt die Klugheit in loser Verbindung mit Weisheit zu diesen Kardinaltugenden. Kant befreit Klugheit gänzlich von moralischer Funktion. Er hält sie für ein pragmatisches Wissen um die der Beförderung des eigenen Wohlseins dienlichen Mittel.
Klugheit kann zumindest in zwei Richtungen abgrenzt werden: Im Gegensatz zum auf das Allgemeine gerichteten Wissen (griech. ἐπιστήμη epistéme) kann sich die Klugheit auf den einzelnen konkreten Fall richten. In beider Hinsicht kann entweder die Absicht verfolgt werden, das moralisch Gute, Zuträgliche und ethisch Angemessene zu erreichen oder, in Abgrenzung dazu, der Charakter einer Bindung an die Lebensführung von Schlauheit, Gerissenheit, Tücke und Verschlagenheit gewonnen werden.

## Geschichte der Klugheitslehre

### Überblick
Die Klugheit galt seit den Anfängen der abendländischen Philosophie als bedeutsame Tugend, zunächst sogar als die wichtigste der Tugenden. Insbesondere Platon sah sie als Voraussetzung für jede Tugend. Grundlegend für die Klugheitstheorie wurden die Überlegungen von Aristoteles, die später von der Stoa modifiziert wurden. Im Hochmittelalter wurde die auf Aristoteles aufbauende Klugheitslehre des Thomas von Aquin maßgeblich, die in der frühen Neuzeit zunehmend modifiziert wurde. Eine wesentliche Abwertung erfuhr sie bei den Empiristen und schließlich bei Kant. Im 20. Jahrhundert popularisierte Josef Pieper die abendländische Klugheitslehre, während sie philosophisch daneben kaum Beachtung fand. Eine Renaissance erfuhr sie jüngst im Zusammenhang mit den Versuchen, erneut eine Tugendethik als Alternative zur Kant’schen Pflichtenethik zu etablieren.

### Platon
Platon sprach in seinen Dialogen von Weisheit (σοφία sophía) und Klugheit (φρόνησις phrónēsis). Die Übersetzungen des letzteren Begriffs variieren jedoch je nach Interpretation der Dialoge. Schleiermacher übersetzte z. B. phrónēsis mit „Vernünftigkeit“. In seiner Politeia unterschied Platon drei Seelenvermögen des Menschen: Begierde, Affektvermögen und Vernunft. Diesen sind als Tugenden zugeordnet die Besonnenheit (σωφροσύνη sophrosýne), die Tapferkeit (ἀνδρεία andreía) und die Weisheit. Erfüllen die drei Teile der Seele ihre Aufgaben tugendhaft, herrscht Gerechtigkeit (δικαιοσύνη dikaiosýne):

„Du erinnerst dich wohl daran, antwortete ich, daß wir nach Aufstellung dreier Seelenvermögen daraus das eigentliche Wesen von Gerechtigkeit, Besonnenheit, Tapferkeit und Weisheit ermittelten.“

Später sollte Aristoteles die Weisheit von der Klugheit unterscheiden. In der Folge wurde statt der Weisheit die Klugheit den Kardinaltugenden zugeordnet. Im Dialog Phaidon lässt Platon Sokrates argumentieren, dass ohne die phrónēsis die Tapferkeit, Gerechtigkeit oder Besonnenheit keinen Wert hätten:

„[69a] […] O bester Simmias, daß uns also nur nicht dies gar nicht der rechte Tausch ist, um Tugend zu erhalten, Lust gegen Lust und Unlust gegen Unlust und Furcht gegen Furcht austauschen und Größeres gegen Kleineres, wie Münze; sondern jenes die einzige rechte Münze, gegen die man alles dieses vertauschen muß, [69b] die Vernünftigkeit, und nur alles, was mit dieser und für diese verkauft ist und eingekauft, in Wahrheit allein Tapferkeit (ἀνδρεία) ist und Besonnenheit (σωφροσύνη) und [69c] Gerechtigkeit (δικαιοσύνη), und überhaupt wahre Tugend nun mit Vernünftigkeit (φρόνησις) ist, mag nun Lust und Furcht und alles übrige der Art dabei sein oder nicht dabei sein; werden aber diese, abgesondert von der Vernünftigkeit, gegen einander umgetauscht, eine solche Tugend dann immer nur ein Schattenbild ist und in der Tat knechtisch, die nichts Gesundes und Wahres an sich hat, das Wahre aber gerade Reinigung von dergleichen allem ist, und Besonnenheit und Gerechtigkeit und Tapferkeit und die Vernünftigkeit selbst Reinigungen sind.“

Teilweise wird angenommen, dass Platon im Dialog Charmides die Klugheit in vier Einzelaspekten als Bedächtigkeit, Besonnenheit, Sichselbsterkennen und schließlich als Erkenntnis der Erkenntnis bestimmt habe.
Aristoteles kritisierte einen „sokratisch-platonischen Intellektualismus, der das Phänomen der Willensschwäche bzw. der Unentschlossenheit anscheinend auf eine epistemische Unwissenheit zurückzuführen zu können glaubt“. Nach Aristoteles beinhaltet der sokratisch-platonische phrónēsis-Begriff, dass die phrónēsis „als oberste Form der Erkenntnis […] im praktischen Syllogismus sowohl für Ober- wie auch für die Untersätze zuständig [ist]; daher kommt es, dass in dieser Vorstellung tatsächlich ein Wissen um das Gute direkt auf die Handlungsebene ,durchschlagen‘ kann“.

### Aristoteles
Maßgebend für die spätere Entwicklung der Klugheitslehre waren die Ausführungen von Aristoteles in seinen Ethiken. Dabei steht die Nikomachische Ethik ganz im Vordergrund.
Aristoteles verwendet den Ausdruck phrónēsis sowohl in der Eudemischen Ethik als auch in der Nikomachischen Ethik mehrdeutig. Zum einen steht der Ausdruck für ein Wissen in einem weiten Sinn, zum anderen für „eine bestimmte Fähigkeit zur Orientierung eigenen und fremden Handelns“. Nur die phrónēsis in ihrer zweiten Bedeutung entspricht der Klugheit.
Die Übersetzung der phrónēsis schwankt allerdings und ist im Deutschen wie im Englischen und Französischen umstritten. Zutreffend dürfte die Übersetzung mit „Klugheit“ (entsprechend engl. und frz. prudence) sein. Die Übersetzung mit „sittlicher Einsicht“ oder „Weisheit“ erscheint weniger treffend, da Aristoteles auch vorsorgenden Tieren phrónēsis zuspricht. Entsprechendes gilt für die englischen Alternativen zu prudence wie thought, practical wisdom, practical intelligence, wisdom.
Aristoteles behandelte die phrónēsis im Sinne von Klugheit ausführlich in der Nikomachischen Ethik im Buch VI, 5 und VI, 8–13. Er sah die phrónēsis systematisch als dianoëtische, d. h. Verstandestugend an, als „moralisch-praktisches Urteilsvermögen“.
Die phrónēsis wurde von einigen als „Meta-Tugend“ einerseits qualifiziert, andere kritisierten das Fehlen einer „Metatugend“ in der Klugheitslehre des Aristoteles. Im ersten Fall betont man, dass die Aufgabe der Klugheit im aristotelischen Denken sei, die Bestimmung dessen, was tapfer, gerecht etc. sei, „praktisch je-und-je zu liefern“. Von Tugenden an sich zu sprechen, führe nach Aristoteles in der Ethik nicht weiter. Aus der entgegengesetzten Sicht betrachtet, hätte Aristoteles die situativ kollidierenden Forderungen der Tugenden nicht bedacht. Es fehle insofern „sowohl eine Charaktertugend zweiter Stufe, eine Metatugend, […] als auch eine für Tugendkonflikte zuständige Urteilskraft“.
Für Aristoteles ist die phrónēsis weder eine Wissenschaft (ἐπιστήμη epistḗmē) noch ein Herstellen–Machen (ποίησις poíēsis). Sie sei ein Drittes:

„Es bleibt also nur übrig, dass sie eine handlungsleitende, wahre und auf Begründung beruhende Haltung [(hexis meta logou)] im Bereich des für den Menschen Guten und Schlechten ist.“

Für Aristoteles ist die Klugheit definitionsgemäß auf „das gute Leben im ganzen“ (NE VI 5, 1140a 27f.) ausgerichtet. Die Tugenden bedürfen zwar der Klugheit, die dafür sorgt, dass man die Ziele erreicht. „Aber die Klugheit ist darum nicht über die Weisheit und über den besseren Seelenteil überlegen“.
„Phrónēsis heißt bei Aristoteles die Optimalform praktischer Vernunft und damit die vollgültige Selbstorientierungskompetenz in Denken, Handeln und im Leben einer Person.“ Sie besteht nicht in der Befolgung kluger Regeln, sondern darin, dass eine Person mit sich zu Rate geht, „abwägt, die Besonderheit der Situation sieht und damit auch beurteilen kann, wann der richtige Zeitpunkt und der richtige Ort ist, in einer bestimmten Weise aktiv zu werden“.
Als wesentlich für die phrónēsis wird der Bezug auf das Einzelne hervorgehoben (NE VI 8, 1141b 16):

„Auch betrifft die Klugheit nicht nur das Allgemeine, sondern muss auch das Einzelne kennen. Denn sie ist handelnd, und das Handelnde betrifft das Einzelne.“

Die phrónēsis gebe es auch in der Staatskunst sowie bei der Führung des Hauswesens, der Ökonomie. In erster Linie werde aber von ihr dann gesprochen, wenn es um die eigene Person, um das Individuum gehe. Da die phrónēsis auf das Einzelne gehe, bedürfe sie der Erfahrung. Erfahrung benötige Zeit. Deshalb könnten junge Menschen mangels Erfahrung nicht klug sein (NE VI 9).
Die phrónēsis sei von der moralisch indifferenten deinotēs (Gewandtheit, „neutrale Schlauheit“, „Cleverness“, „Scharfsinn“) zu unterscheiden. „Ihr sei eigentümlich, das zu tun und erreichen zu können, was zum vorgenommenen Ziele führt“ (NE VI 12, 1144a). Sei das Ziel schlecht, sei Gewandtheit Gerissenheit (auch: „Verschlagenheit“). Die phrónēsis bedürfe der Gewandtheit, liege aber nur vor, wenn das Ziel gut sei. Klug könne nur sein, wer zugleich tugendhaft sei (NE VI 12, 1144a 36). Zugleich gebe es keine Tugend, die nicht auch klug sei (NE VI 12, 1144b).
Die Tugend der Klugheit ist gefährdet durch die Leidenschaften und bedarf daher der Unterstützung durch die Charaktertugenden.

### Stoa
Die phrónēsis-Konzeption der Stoa weicht von der aristotelischen ab. Die phrónēsis der Stoiker ist nicht „die aristotelische Tugend pragmatischer Selbstorientierung, sondern die sokratisch-platonische Höchstform intellektueller Betätigung“, so dass einige Philosophiehistoriker von einem „Prozess der Technisierung der Klugheit“ aufgrund des stoischen Einflusses (etwa auf die Patristik) sprechen.
Aus der Klugheit wurde demnach bei den Stoikern „ein allgemeingültiges transsituatives, d. h. ,drittpersonales‘ Wissen (episteme) darüber, was gut und übel ist“. Die Klugheit „als Vermittlerin zwischen göttlicher Weltordnung und menschlicher Selbstverwirklichung“ werde funktionalisiert: Der Weise soll sein Handeln so einrichten, dass es dem Heilsplan der Welt entspreche. Die Aufgabe der Klugheit werde vor allem in der „Befreiung von handlungsinitiierenden Affekten“ gesehen.

### Thomas von Aquin
Thomas von Aquin unternahm eine Synthese der aristotelischen Klugheitslehre mit christlicher Philosophie. Er zählte die Klugheit (prudentia) wie Aristoteles zu den dianoëtischen Tugenden (virtutes intellectuales). Die Klugheit beziehe sich nicht auf die letzten Ziele (wie die Weisheit, sapientia), sondern auf die Wege zum Ziel. Sie beziehe sich „als praktische Vernunft auf den Bereich der konkreten Wirklichkeit des menschlichen Handelns“ und wird entsprechend definiert:

“Respondeo dicendum quod prudentia est recta ratio agibilium, ut supra dictum est.”

Unter den Kardinaltugenden nehme die Klugheit eine herausragende Stellung ein. Sie sei genitrix virtutum, die Hervorbringerin der Tugenden: Ohne Klugheit keine Tugend. Der Vorrang der Klugheit besagt, dass die „gute Absicht“ oder die „gute Meinung“ für ein gutes Handeln nicht ausreichen.
Aristoteles präzisierend unterscheidet Thomas von Aquin drei Phasen der Klugheit:
- das consilium – die Überlegung und Abwägung der Handlungsmöglichkeiten;
- das iudicium – das auf Grund der Überlegung erfolgte Urteil über das, was zu tun ist;
- das praecipium bzw. die applicatio ad operandum – die „Umsetzung des Urteils in einem konkreten Handlungsentschluss und damit in ein Tun“.[28]

Als integrale Bestandteile der Klugheit führt Thomas von Aquin die memoria („‚seinstreues‘ Gedächtnis“), intellectus, docilitas, solertia, ratio, providentia (Voraussicht), circumspectio und die cautio an.
Im Anschluss an Aristoteles nennt Thomas von Aquin als Teiltugenden der prudentia die Wohlberatenheit (eubulia), das „rechte Urteil“ bzw. „Verständigkeit“ (synesis) und den Scharfsinn (gnome).
Im Gegensatz zu Aristoteles stellt Thomas von Aquin nicht auf die „mit den ethischen Tugenden gegebenen Sittlichkeitsideale einer Wertegemeinschaft“ ab, sondern auf die syndêrêsis, auf das Gewissen. Für Thomas wird dadurch die Klugheit zu einer praktischen Weisheit (sapientia practica), „eine, wenn auch autarke, Anwendung der Weisheit im Bereich praktischen Denkens und Handelns.“
Für Thomas von Aquin ist das Gewissen in gewisser Hinsicht die Klugheit selbst.

### Hume
Für David Hume ist die Klugheit nur noch eine „natürliche Fähigkeit“, deren Aufgabe es sei, unsere Handlungen an die allgemeinen Gewohnheiten und Gebräuche anzupassen.

### Kant
Kant lehnt eine an die Glückseligkeit (Eudaimonie) orientierte Ethik ab. Glückseligkeit ist für ihn kein Prinzip der Sittlichkeit mehr. Die Klugheit verliert bei ihm ihre moralische Funktion und wird zur „Privatsache“. Ist die Autonomie das höchste Prinzip, so geht es nicht mehr um die „optimale Realisierung vorgegebener Ziele, sondern um Rechtfertigung von Zwecksetzungen“. Klugheit wird als bloße Glückstechnik verdächtig.
Kant definiert Klugheit als

„die Geschicklichkeit in der Wahl der Mittel zu seinem eigenen größten Wohlsein“

Der rein technische Teil der Klugheit geht später in die Webersche Zweckrationalität über.

## Zitate
„Klugheit: Lässt in jeder Lage wahres Gut erkennen und richtige Mittel zu dessen Erlangung wählen; sie lenkt unmittelbar das Gewissensurteil.“

„Zum Segen des Glücks bekennen sich nur die Unglücklichen; die Glücklichen führen alle ihre Erfolge auf Klugheit und Tüchtigkeit zurück.“

„In dieser praktischen Anwendung nun wird der Verstand Klugheit, und, wenn sie mit Überlistung Anderer geschieht, Schlauheit genannt, auch wohl, wenn seine Zwecke sehr geringfügig sind, Pfiffigkeit, auch, wenn sie mit dem Nachtheil Anderer verknüpft sind, Verschmitztheit. Hingegen heißt er im bloß theoretischen Gebrauch Verstand schlechtweg, in den hohem Graden aber alsdann Scharfsinn, Einsicht, Sagacität, Penetration; sein Mangel hingegen Stumpfheit, Dummheit, Pinselhaftigkeit u. s. w.“

„Die Klugheit macht die Vernunft bereit, in jeder Lage unser wahres Glück zu erfassen und die richtigen Mittel zu wählen, um es zu verwirklichen. Sie steuert die anderen Tugenden, indem sie ihnen Regel und Maß gibt.“